# ブーシェフル原子力発電所

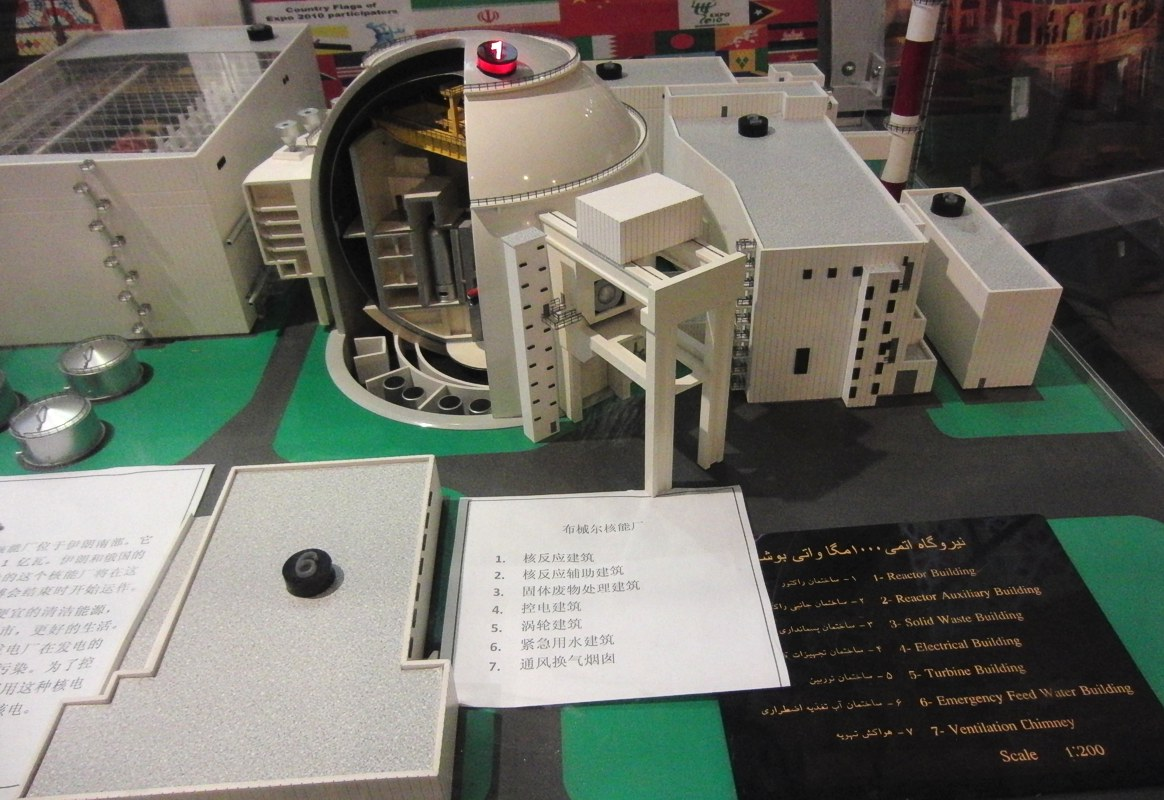
ブーシェフル原子力発電所の模型、2010年、上海国際博覧会

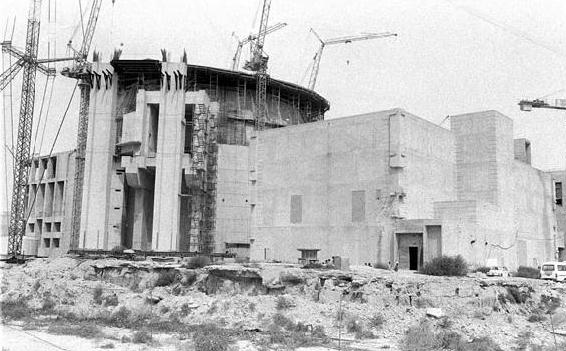
ブーシェフル原子力発電所の建設、1975年以前

ブーシェフル原子力発電所（ブーシェフルげんしりょくはつでんしょ、ペルシア語: نیروگاه اتمی بوشهر , 英語: Bushehr Nuclear Power Plant）は、イラン南西部のブーシェフル郊外、ペルシャ湾岸にある同国初の原子力発電所である。日本のマスコミ報道などでは、英語発音でブシェール原子力発電所と表記される。

## 沿革
1974年、ドイツ企業シーメンスの設計により建設が始まったが、1979年2月のイラン革命で中断した。1980年代のイラン・イラク戦争の際に空爆を受け大きく破壊された。1995年にロシアの国営原子力企業ロスアトムの援助で軽水炉建設が再開され完成した。当初1999年稼働開始予定だったが、再三延期。2011年に稼働開始した。
ロシアの協力を得て、2号機を2019年に着工。3号機を2024年第4四半期に着工することが予定されていた。